# Wanda Krahelska
Wanda Krahelska, I voto Dobrodzicka, II voto Filipowiczowa ps. „Alina” (ur. 15 grudnia 1886 w Sawejkach (gmina Niedźwiedzica) k. Lachowicz, zm. 5 lutego 1968 w Warszawie) – działaczka Polskiej Partii Socjalistycznej, członkini Organizacji Bojowej PPS, współtwórczyni Rady Pomocy Żydom „Żegota”, plastyczka i wydawca. Odznaczona Krzyżem Niepodległości z Mieczami i medalem „Sprawiedliwy wśród Narodów Świata”.

## Życiorys
Córka Aleksandra Dominika, właściciela folwarku Mazurki i Jadwigi z Jerzykowiczów. Jej ojciec i stryj Jan uczestniczyli w powstaniu styczniowym. Za udział w powstaniu ojciec został zesłany na 5 lat na Syberię Wschodnią. Miała troje rodzeństwa: Jadwigę, Marię i Jana. Wraz ze starszą siostrą Marią, która ukończyła pensję żeńską Jadwigi Sikorskiej w Warszawie, w 1902 prowadziła w rodzinnym majątku Mazurki tajną polską szkołę dla dzieci. W 1903 ukończyła podobnie jak siostra pensję Jadwigi Sikorskiej w Warszawie, po czym przez krótki czas zajmowała się gospodarstwem domowym.
Od 1904 okresowo bywała w Warszawie, gdzie przygotowywała się do studiów w Szkole Sztuk Pięknych. Poprzez narzeczonego Mieczysława Roubę, członka Organizacji Bojowej PPS, znalazła się w środowisku socjalistów i wstąpiła do PPS. Jak wspominała Aleksandra Piłsudska: „do PPS wstąpiła z osobistych przekonań; niewielu z nas wiedziało, że jest ona córką bogatego ziemianina”. Zajmowała się przewozem „bibuły” na prowincję. Na wniosek Mariana Falskiego w swoim majątku zorganizowała drukarnię dla białoruskich socjalistów.

### Zamach na Skałona

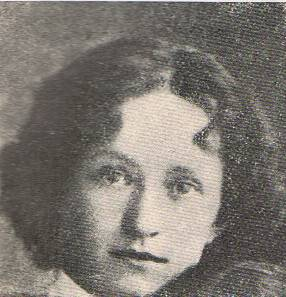
Wanda Krahelska w 1905 roku

Na kilka dni przed zaplanowanym ślubem jej narzeczony Rouba został aresztowany przez carskie władze. Pomimo tortur nie zdradził swoich towarzyszy. Uwolniony z braku dowodów opuścił Królestwo Polskie w obawie, że jest śledzony. Niedługo potem, wskutek depresji 13 marca 1906 roku, popełnił samobójstwo. Krahelska w lipcu przystąpiła do Organizacji Bojowej PPS i zwróciła się o możliwość udziału w zamachu na przedstawicieli władz carskich. Na początku zajmowała się przemytem broni. W 1906 OB PPS podjęła przygotowania do zamachu na generał-gubernatora warszawskiego Gieorgija Skałona, odpowiadającego za największe represje w Królestwie od 1865 roku. Carska Ochrana w czerwcu 1906 wpadła na ślad przygotowań do zamachu. Zauważono ludzi obserwujących trasy przejazdu generał-gubernatora: Stefana Lerczyńskiego „Szymona”, Józefa Antoniego Kleina „Gustawa”, Irenę Dowgierd, Wandę Gawrońską, Beatę Łysińską, Władysławę Ocieszko, Marię Paschalską oraz nieuczestniczącą w tych działaniach Wandę Krahelską, która miała w Ochranie kryptonim „Smiarnaja”. 8 sierpnia policja przystąpiła do aresztowań. Krahelska przypadkiem uniknęła zatrzymania. Uratował ją jeden żandarmów, który uprzedził ją o grożącym aresztowaniu zalecając ucieczkę. Następnego dnia usiłowano ją odnaleźć, lecz zmieniła miejsce zamieszkania.
Ponowny plan zamachu przygotował Mieczysław Mańkowski. Polegał on na sprowokowaniu wyjazdu Skałona w określone miejsce, gdzie będą czekali zamachowcy. Postanowiono dokonać obrazy przedstawiciela państwa obcego, co zmusi gubernatora do osobistych przeprosin. Wybór padł na wicekonsula niemieckiego barona Gustawa Lerchenfelda, zamieszkałego przy ul. Natolińskiej 9. Zamachowczynie: Krahelska jako ziemianka „Antonina Iwanowna Kozłowska”, Albertyna Helbertówna jako pokojówka „Marianna Piotrowna Wiszniak” i Zofia Owczarkówna jako kucharka „Katarzyna Michajłówna Wójcikówna”, 12 sierpnia wynajęły mieszkanie pod numerem 11 w narożnym domu przy zbiegu ulic Koszykowej i Natolińskiej (ul. Natolińska 12 – Koszykowa 19). Remont ulicy powodował, iż generał-gubernator musiał wracać tą samą drogą.
14 sierpnia Michał Trzos z OB PPS w przebraniu rosyjskiego oficera spoliczkował konsula na Placu Zielonym. Spowodowało to interwencję dyplomatyczną, śledztwo, które okazało się bezskuteczne, a w konsekwencji wymóg przeproszenia poszkodowanego.
18 sierpnia 1906, gdy na Natolińską przybył Skałon z przeprosinami, Krahelska i Owczarkówna rzuciły z balkonu trzy bomby, z których dwie eksplodowały raniąc tylko eskortę. Uczestniczki zamachu wybiegły z mieszkania i znalazły się na ulicy Koszykowej, gdzie wsiadły do dorożki. Ucieczka udała się wskutek olbrzymiego zamieszania. Zamachowczynie były bowiem przekonane, że zginą od bomby lub zostaną od razu aresztowane.

### Na emigracji
Krahelska po zamachu ukryła się w warszawskim mieszkaniu stryja, a następnie w pensjonacie pod Warszawą. Stąd poprzez Kijów i Brody zbiegła do Galicji. Początkowo mieszkała we Lwowie, a następnie w Krakowie. Została jednak szybko zidentyfikowana, wskutek niefortunnie pozostawionego na miejscu zamachu paszportu. Ochrana trafiła na jej ślad dzięki przechwytywanym przez służby carskie późniejszym listom do ojca. Z listów dowiedziano się, że mieszka w Krakowie. Krahelska uprzedzona przez urzędnika krakowskiej prokuratury o nakazie jej aresztowania na wniosek władz carskich wyjechała z miasta.
Przed wydaniem jej władzom rosyjskim uchroniło ją fikcyjne małżeństwo, zawarte 27 czerwca 1907 z Adamem Dobrodzickim, co uniemożliwiło jej deportację do Królestwa, jako obywatelki austriackiej. Sprawa wywołała dyskusję prasową, wywołując jednocześnie poważny problem polityczny i prawny w Austrii. Mimo to 20 września 1907 została aresztowana w swoim krakowskim mieszkaniu przy ul. Wolskiej. Adwokat Zygmunt Marek zarzucał sąd odwołaniami, wskazując, że jako zgodnie z ówczesnym prawodawstwem poddana austriacka nie może być przekazana władzom carskim.
Pod naciskiem opinii publicznej i interpelacjach w austriackim parlamencie posłów Stanisława Głąbińskiego, Jana Stapińskiego i Hermana Liebermana, po decyzji w tej sprawie Trybunału Kasacyjnego w dniu w grudniu 1907 postanowiono ją tylko przed sądem obwodowym w Wadowicach (miejscu zamieszkania męża). Krahelską przewieziono z Wiednia do Wadowic w asyście dwóch policjantów, w dniu 17 grudnia 1907. Na dworcu oczekiwały na nią tłumy mieszkańców i gimnazjalistów. Obrony podjął się znany adwokat i poseł Sejmu Krajowego dr Stanisław Łazarski. Sprawa sądowa trwała od 17 do 18 lutego 1908 i zakończyła się jej jednogłośnym uniewinnieniem przez ławę przysięgłych i natychmiastowym uwolnieniem, pomimo że przyznała się do udziału w zamachu. Po wyroku odbyła się spontaniczna demonstracja patriotyczna.
Po uwolnieniu, zniechęcona nieudanym zamachem, zaprzestała działalności w PPS. W 1908 wyszła za mąż za Tytusa Filipowicza, działacza PPS. W okresie 1909–1910 studiowała w Szkole Sztuk Pięknych dla kobiet M. Niedzielskiej w Krakowie, historię sztuki na Uniwersytecie Jagiellońskim, a od 1911 we Florenckiej Akademii Sztuk Pięknych. 30 maja we Florencji 1913 została matką chrzestną Moniki, córki Stefana Żeromskiego. We Florencji była wraz z mężem przedstawicielem Komisji Tymczasowej Skonfederowanych Stronnictw Niepodległościowych. Później przeniosła się do Szwajcarii, gdzie współdziałała ze Stowarzyszeniem Młodzieży Postępowo-Niepodległościowej. W październiku 1914 urodziła syna Michała.

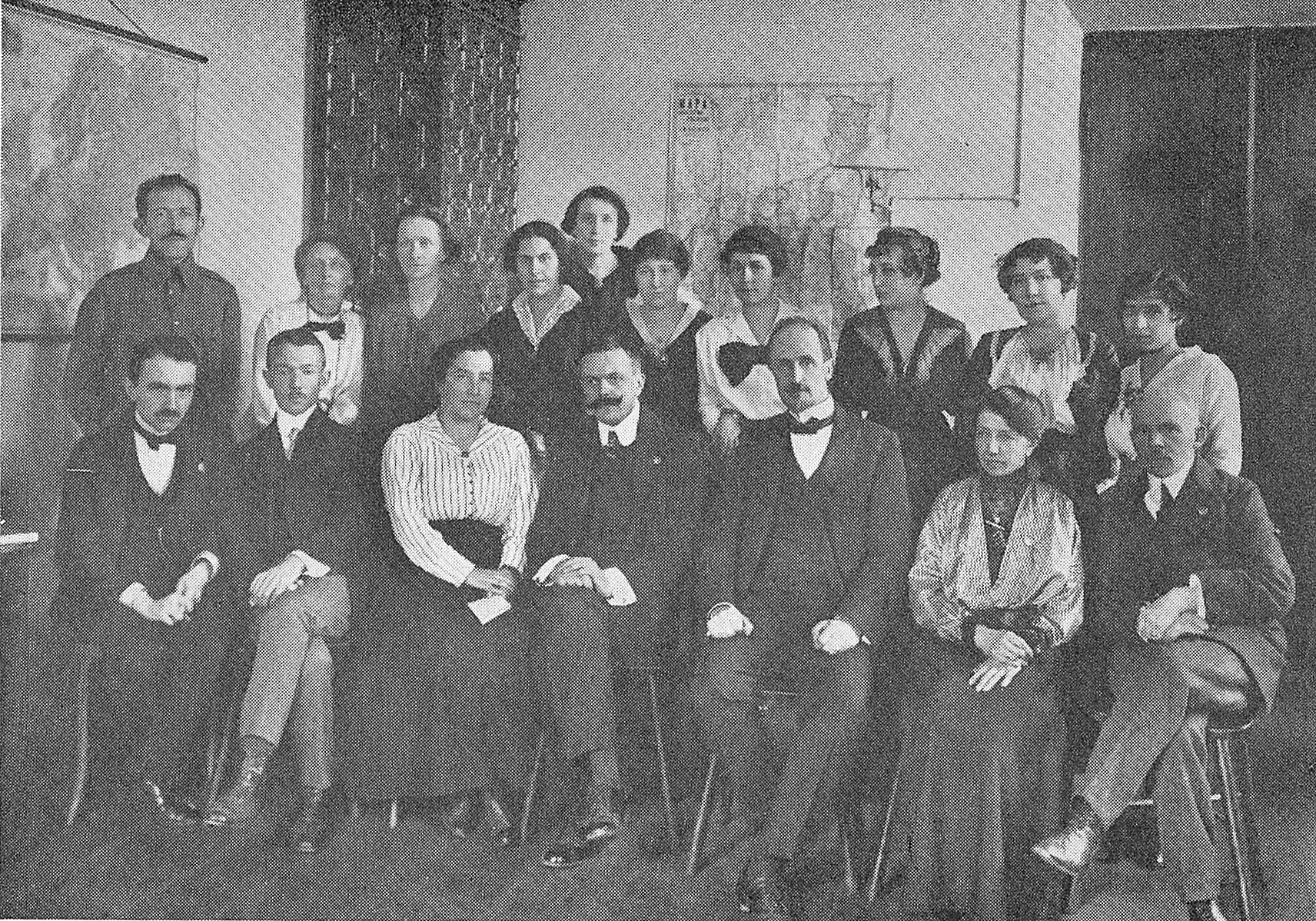
Sekretariat Naczelnego Komitetu Narodowego w Krakowie w latach 1915/1916. Od lewej siedzą: dr Tadeusz Wałek, dr Henryk Elzenberg, Helena Radlińska, Michał Sokolnicki, Leon Wasilewski, dr Zofia Daszyńska-Golińska, dr Marian Stępowski. Stoją: dr. E. Parens, M. Szepietowska, Wanda Krahelska-Filipowicz, Ida Kotowa, NN, Z. Sygietyńska, I. Michałowicz, M. Niemcówna, NN, Z. Karpinowna

W 1915 wróciła do Krakowa i pracowała w Biurze Prasowym Naczelnego Komitetu Narodowego oraz uczestniczyła w działaniach PPS. Jak wspominał ówczesny sekretarz generalny NKN Michał Sokolnicki: „Nasze grono pracownicze uzupełniał szereg młodych i pełnych zapału kobiet, częściowo należących do pomocniczych służb I Brygady. Świeciła wśród nich przykładem, charakterem i oddaniem sprawie pani Wanda Krahelska-Filipowiczowa”. Po dymisji Sokolnickiego ze stanowiska sekretarza NKN w październiku 1916, wynikającą ze sporów Piłsudskiego z konserwatystami z Galicji, Krahelska również złożyła rezygnację wraz z grupą współpracowników.

### W niepodległej Polsce
Po odzyskaniu niepodległości uczestniczyła w działalności oświatowej PPS do 1920. Współpracowała również z Wydziałem opieki nad dzieckiem robotniczym KCZZ. W listopadzie 1921 wraz z Janem Durko i Januszem Korczakiem została współzałożycielką Towarzystwa „Nasz Dom”. Gdy w kwietniu 1920 jej mąż Tytus Filipowicz został aresztowany przez bolszewików jako przewodniczący Misji specjalnej na Kaukaz Południowy organizowała akcję na rzecz jego uwolnienia, angażując Ignacego Daszyńskiego i Józefa Piłsudskiego. Zwróciła się również telegraficznie w tej sprawie do Lenina, którego poznała w Galicji. Ostatecznie Filipowicz został zwolniony w wyniku Traktatu ryskiego.
Od 1921 do 1932 przebywała wraz z mężem Tytusem Filipowiczem na placówkach dyplomatycznych w Finlandii, Belgii i Stanach Zjednoczonych. Po rozwodzie z mężem rozpoczęła w 1932 pracę w Polskiej Agencji Telegraficznej, kierując działem stosunków międzyagencyjnych. W latach 1935–1939 była redaktorką naczelną stworzonego przez siebie miesięcznika „Arkady”, którego wydawcą był Wydział Wydawnictw Artystycznych PAT.
Pismo to, jak wskazano w pierwszym numerze, miało na celu: „Stałe zaznajamianie czytelników z dorobkiem naszego przemysłu, zwłaszcza w dziedzinie wytwórczości tzw. «przedmiotów codziennej potrzeby» będzie naszym zadaniem wszechstronne znaczenie produkcji «rzeczy użytkowych», jak najdoskonalszych pod względem wykonania i piękna, a jednocześnie wzbudzenie dla nich zainteresowania wśród szerokich kół społeczeństwa – to sprawa od kilku dziesiątków lat teoretycznie i praktycznie rozważona i przesądzona na zachodzie Europy”. Miesięcznik ten otrzymał na wystawie międzynarodowej w Paryżu w 1937 dwukrotnie Grand Prix i trzykrotnie złoty medal, zaś Krahelska została zaproszona do jury wystawy. W 1938, łódzkie pismo „Republika” pisało: „«Arkady», wydawane pod redakcją p. Wandy Filipowiczowej z niezwykłą pieczołowitością i wytrawnym smakiem. Nie tylko dorównują, ale i przewyższają, pod względem szaty graficznej większość podobnych wydawnictw światowych, znakomicie spełniając swą rolę podnoszenia życia kulturalno-artystycznego w Polsce i propagatora polskiej sztuki i kultury za granicą”.
W 1933 była współzałożycielem i członkiem zarządu Towarzystwa Przyjaciół Artystycznego Rękodzieła Wsi, mającego na celu podtrzymywane twórczości ludowej w dziedzinie sztuki, znalezienie dróg racjonalnego użytkowania produktów ludowych oraz znajdowanie rynków zbytu i koordynowanie działań władz publicznych i społecznych na rzecz rozwoju sztuki ludowej.
Podejmowała również działalność w organizacjach społeczno-politycznych. Była m.in. członkiem Związku Pracy Obywatelskiej Kobiet. W trakcie sporu wewnątrz organizacji w 1934 należała do zwolenniczek Zofii Moraczewskiej, która zgłosiła jej kandydaturę do Komisji Rewizyjnej. Była również wiceprzewodniczącą Polskiego Zjednoczenia Kobiet Pracujących Zawodowo.
W 1939 wraz z Tadeuszem Kotarbińskim, Józefem Czapskim, Jerzym Andrzejewskim, Zofią Nałkowską, Adolfem Rudnickim, Karolem Irzykowskim i Marią Kuncewiczową należała do grona ofiarodawców wspierających tych uchodźców żydowskich z Niemiec, którzy byli obywatelami polskimi.

### Okres wojny i Żegota
W okresie wojny w zakresie opieki społecznej współpracowała z Polską Organizacją Demokratyczną (odłamem Stronnictwa Demokratycznego), choć formalnie nie była członkiem organizacji. Ukrywała w swoim mieszkaniu i opiekowała się Felicją – wdową po Szymonie Askenazym, do jej śmierci w 1941.
We wrześniu 1942 wraz z Zofią Kossak-Szczucką powołała – przy wsparciu Delegatury Rządu na Kraj – Społeczny Komitet Pomocy Ludności Żydowskiej, znany jako Komitet im. Konrada Żegoty, który działał do grudnia 1942. W tym czasie komitet obejmował pomocą ok. 180 osób (w tym 70% stanowiły dzieci). Podobnie jak Kossak-Szczucka, nie weszła w skład działającej od grudnia 1942 Rady Pomocy Żydom „Żegota”. Za pośrednictwem Zofii Demciuch (przyszłej żony Stefana Szwedowskiego) udzielała jednak wsparcia ok. 60 podopiecznym Związku Syndykalistów Polskich.
Osobiście pomagała też rodzinie Rosenbergów z Łodzi oraz lekarce z Lipców Schwarcowej, która uciekła z Umschlagplatzu w Warszawie.

### Czas PRL

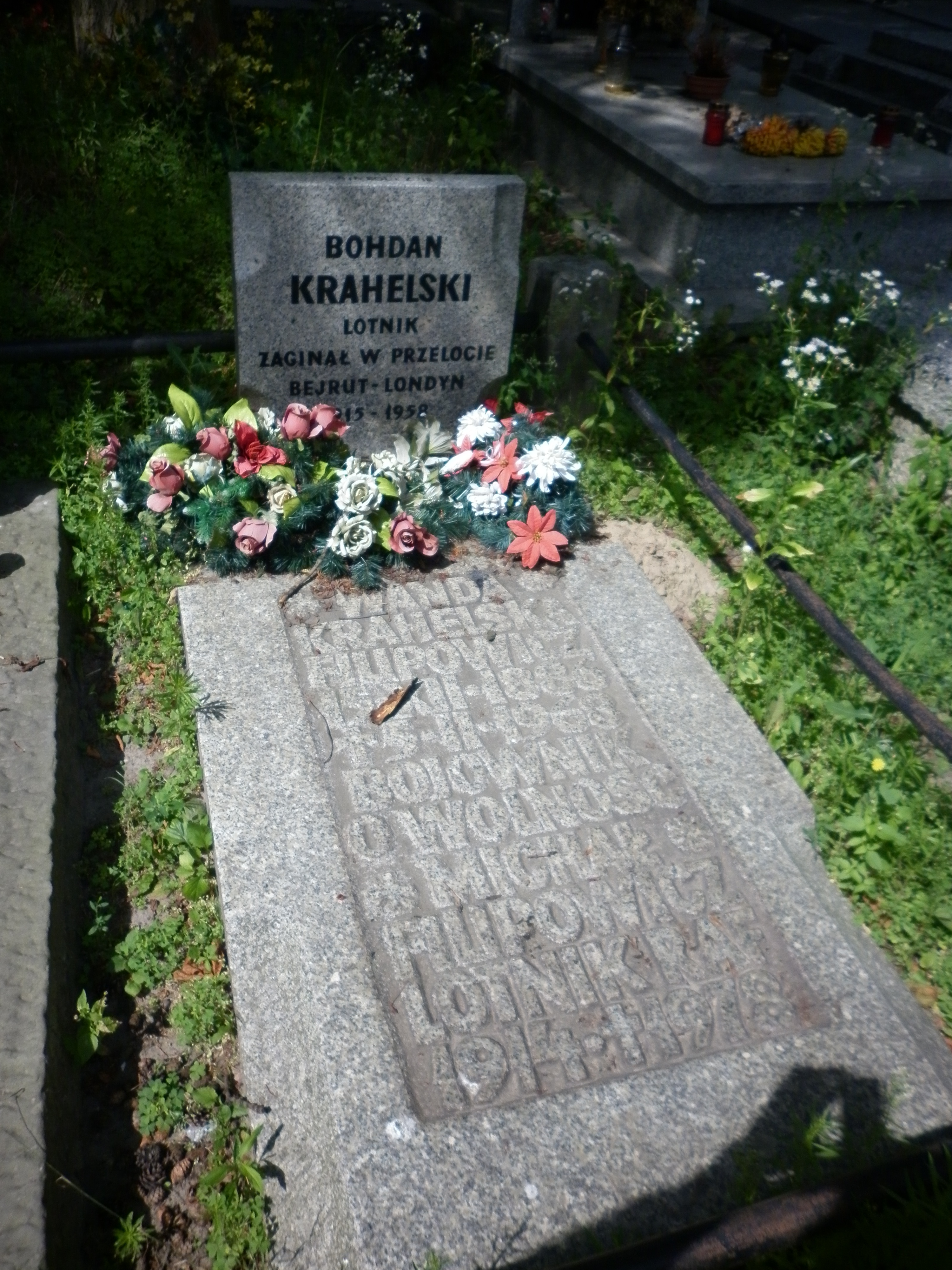
Grób Wandy Krahelskiej

Od 16 kwietnia 1945 do maja 1947 pracowała w Wydziale Propagandy Biura Odbudowy Stolicy. W październiku 1945 wraz z Wandą Moszczeńską była pomysłodawczynią i założycielką miesięcznika „Skarpa Warszawska”, z podtytułem: pismo poświęcone odbudowie stolicy – miasta i człowieka, które po 1946 przekształciło się w tygodnik „Stolica”.
19 maja 1947 podjęła pracę w Centralnym Zarządzie Sztuk Plastycznych i Wystaw w Ministerstwie Kultury i Sztuki. Od 1 kwietnia 1950 była naczelnikiem wydziału w Departamencie Twórczości Artystycznej. W 1956 wraz z Wandą Telakowską była założycielką i redaktorką czasopisma „Projekt”. Od 1958 pracowała w Spółdzielni Inwalidów Nauczycieli i Emerytów „Wspólna Sprawa”. Przeszła na emeryturę w 1965. Zmarła w lutym 1968 i została pochowana na Starym cmentarzu na Służewie w Warszawie.

## Ordery i odznaczenia
- Krzyż Niepodległości z Mieczami (16 września 1931)[39]
- Krzyż Kawalerski Orderu Odrodzenia Polski (11 listopada 1936)[40]
- Medal 10-lecia Polski Ludowej (19 stycznia 1955)[41]
- Medal „Sprawiedliwy wśród Narodów Świata” (1967)[42]

## Rodzina
Była siostrą Jana Krahelskiego (1884–1960), inżyniera, starosty i wojewody poleskiego w latach 1926–1932 i Marii Tołwińskiej (1882–1951) doktora nauk przyrodniczych, pracownicy naukowej na uniwersytetach w Krakowie, Kopenhadze i Wilnie, na początku lat 20. XX w. attaché kulturalnym przy ambasadzie Polskiej w Helsinkach, znanej tłumaczki (przetłumaczyła na język polski część pieśni fińskiego eposu narodowego Kalevala). Z Tytusem Filipowiczem miała syna Michała (1914–1978), lotnika, który walczył w Polskich Siłach Powietrznych w Wielkiej Brytanii.
Jej bratanicą (córką Jana) była Krystyna Krahelska, która mieszkała u niej od 1932. Tam poznała ją znana rzeźbiarka Ludwika Kraskowska-Nitschowa, namawiając Krystynę do pozowania do rzeźby Syrenki.